# Fazione

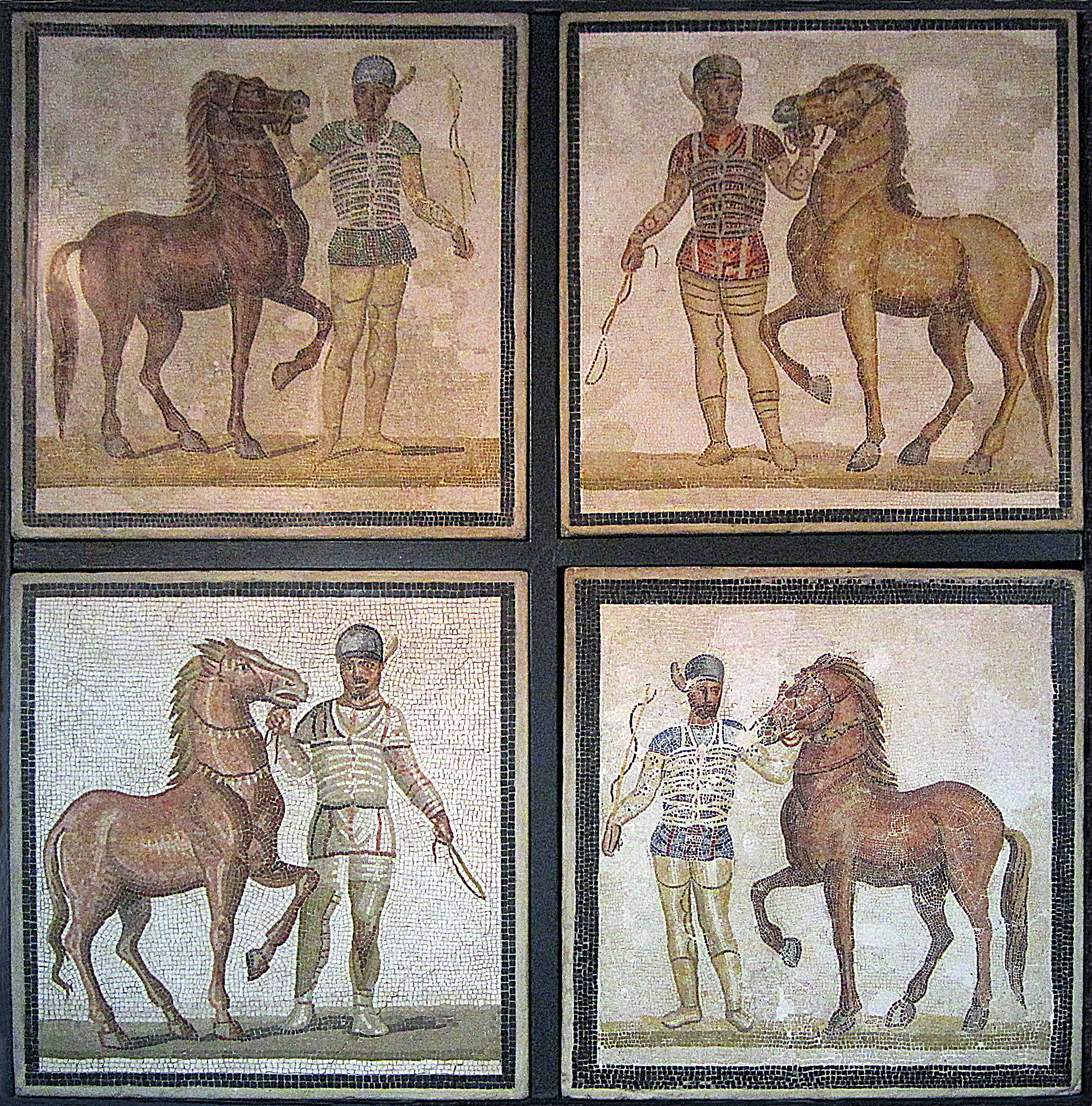
Mosaico con aurighi rappresentanti le quattro fazioni. Museo nazionale romano di palazzo Massimo.

In epoca romana e bizantina, le fazioni erano i gruppi in cui si dividevano le scuderie (e i rispettivi tifosi) che partecipavano alle corse con i carri.

## Storia

### Età romana
Le fazioni principali erano quattro: le più antiche erano quelle dei Rossi e dei Bianchi, mentre in seguito nacquero anche i Verdi e gli Azzurri, più noti in seguito poiché sopravvissute alle due precedenti e menzionate nelle cronache d'epoca bizantina. Le vesti degli aurighi erano in tono col colore della rispettiva fazione.
Nacquero probabilmente come gruppi di amici e patrocinatori dei diversi allevamenti di cavalli da corsa; a partire dall'impero di Nerone, iniziarono a essere sovvenzionate, in modo tale che finirono per crescere al punto di sottrarsi al controllo imperiale. Domiziano tentò in seguito di creare due nuove fazioni, i Porpora e gli Oro, che però scomparvero poco dopo di lui.
Agli inizi del III secolo, Tertulliano scrisse che i Rossi erano devoti a Marte e all'estate, i Bianchi a Zefiro e all'inverno, i Verdi alla Madre Terra e alla primavera, e gli Azzurri al cielo, al mare, e all'autunno (De spectaculis 9.5).
Ogni squadra poteva schierare fino a tre carri per ogni gara. I componenti della stessa fazione si aiutavano tra loro contro le squadre avversarie, per esempio spingendoli a sfracellarsi contro la spina (una tattica di gara perfettamente legale ed anzi incoraggiata). Gli aurighi potevano passare da una squadra all'altra, proprio come al giorno d'oggi avviene per gli atleti professionisti.

### Età bizantina

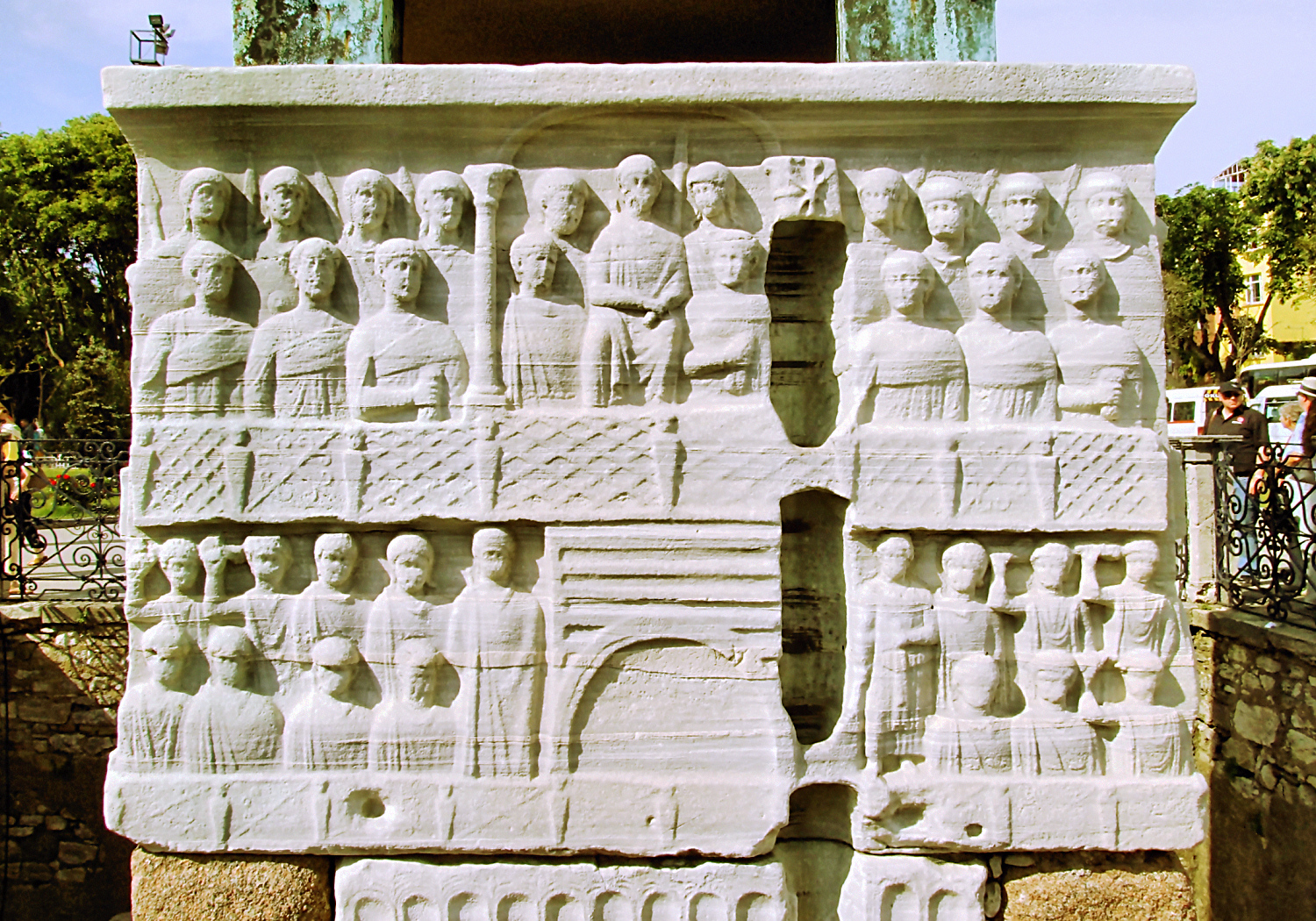
Basamento dell'obelisco di Teodosio, in cui è rappresentato l'imperatore romano Teodosio I con i suoi due figli Arcadio e Onorio, sotto le due diverse tifoserie dei verdi e degli azzurri.

In epoca bizantina le traslitterazioni delle squadre erano:
- Blu → Vénetoi;
- Verdi → Prásinoi;
- Bianchi → Leukoí;
- Rossi → Roúsioi.

In epoca giustinianea, le fazioni acquisirono anche un risvolto di carattere sociale e politico. Sembra infatti che i Verdi rappresentassero gli interessi della borghesia cittadina e commerciale, politicamente rivendicavano i diritti dinastici dei nipoti del vecchio imperatore Anastasio, e sul piano religioso tendevano all'eresia monofisita; gli Azzurri invece rappresentavano gli interessi della popolazione rurale, delle classi meno agiate, e si facevano portavoce dei latifondisti e dell'economia terriera, professavano il cattolicesimo ortodosso ed erano esplicitamente appoggiati dall'imperatore. Sebbene fossero stati i Verdi a dare il via alla sommossa nell'ippodromo, nella Rivolta di Nika, la pesante repressione ebbe il risultato che anche gli Azzurri si unissero alla rivolta che diventò protesta contro le nuove leggi fiscali e fece dilagare l'odio verso il potere imperiale.